# Tell Me Why (The Beatles)
Tell Me Why è un brano dei Beatles, scritto da John Lennon, ma accreditato, per convenzione, al duo Lennon-McCartney, apparso nel film A Hard Day's Night e nell'omonimo album.

## Il brano

### Composizione e struttura
John Lennon lo compose espressamente per il film A Hard Day's Night, più precisamente per la sequenza del concerto. Il suo autore ha affermato che la casa di produzione chiedeva un altro brano veloce e che l'ha "tirato fuori". Il sound ricorda molto quello dei girl groups americani, in particolar modo quello delle Shirelles e delle Ronettes. Lennon ha considerato il brano un "tappabuchi" (throwaway). Paul McCartney, ufficialmente coautore del brano, ha ipotizzato che fosse parzialmente autobiografico, e che trattasse di litigi con la moglie Cynthia, forse causati da tradimenti dell'amico.

### Registrazione
Tell Me Why venne registrato il 27 febbraio 1964, nello Studio 2 degli Abbey Road Studios, sotto la produzione di George Martin, e con, in qualità di fonici, Norman Smith e Richard Langham; nelle stesse sedute vennero registrate anche le canzoni And I Love Her ed If I Fell. Per il brano bastarono otto nastri. Il mixaggio mono venne realizzato il 3 marzo, mentre quello stereo il 22 giugno. In ambedue i mixs apparivano Martin e Smith, rispettivamente in qualità di produttore e primo fonico, mentre il posto di secondo fonico venne preso da due persone differenti: in quello mono da A.B. Lincoln, in quello stereo da Geoff Emerick. Le parti vocali differiscono sia nei due mixaggi pubblicati su album che su quello della pellicola, che, per qualche strana ragione, differiva dai primi due. Sul film A Hard Day's Night viene cantata di fronte a 350 fans urlanti; questa scena venne registrata il 31 marzo 1964, quando i Beatles mimarono il pezzo davanti ai sopraccitati spettatori.

### Pubblicazione
Il pezzo venne pubblicato inizialmente come settima traccia della versione britannica dell'LP A Hard Day's Night e come seconda di quella statunitense, ambedue pubblicati nell'inizio estate 1964. Inoltre, il 4 novembre dello stesso anno venne incluso sull'EP Extracts from the Film "A Hard Day's Night", mentre negli States apparve anche sul 33 giri Something New, uscito quasi in concomitanza con A Hard Day's Night. Tell Me Why fu inoltre la b-side del 45 giri If I Fell, pubblicato successivamente in Gran Bretagna, dopo che circolavano numerose copie d'importazione. Questo singolo però non viene considerato nella discografia ufficiale. Nello stesso anno, George Martin e la sua orchestra ne pubblicarono una cover.

## Formazione
- John Lennon: voce, chitarra ritmica
- Paul McCartney: armonie vocali, basso elettrico
- George Harrison: armonie vocali, chitarra solista
- Ringo Starr: batteria
- George Martin: pianoforte[2]

## Versione dei Beach Boys
I Beach Boys inclusero una reinterpretazione del pezzo sul loro album Beach Boys' Party! del 1965. Tell Me Why ricordava, per l'arrangiamento corale, lo stile della band; inoltre, nello stesso LP sono presenti anche I Should Have Known Better e You've Got to Hide Your Love Away.